# Leptogaster autumnalis
Leptogaster autumnalis är en tvåvingeart som beskrevs av White 1916. Leptogaster autumnalis ingår i släktet Leptogaster och familjen rovflugor. Inga underarter finns listade i Catalogue of Life.